# Сорочины (деревня)
Сорочины — деревня в Бологовском районе Тверской области, входит в состав Кемецкого сельского поселения.

## География
Деревня находится в северной части Тверской области на расстоянии приблизительно 23 км на север-северо-восток от города Бологое на берегах речки Кемка.

## История
Деревня уже была отмечена на карте 1847 года как два населенных пункта: Большие и Малые Сорочины. В 1909 году здесь было учтено 24 жилых дома в Больших Сорочинах и 32 в Малых.

## Население
Численность населения: 163 человека в Больших Сорочинах и 212 в Малых (1909 год), 64 (русские 95 %) в 2002 году, 31 в 2010.